# Valfarta
Valfarta – gmina w Hiszpanii, w prowincji Huesca, w Aragonii, o powierzchni 33,2 km². W 2011 roku gmina liczyła 74 mieszkańców.